# Grabbezirk der Antidosis

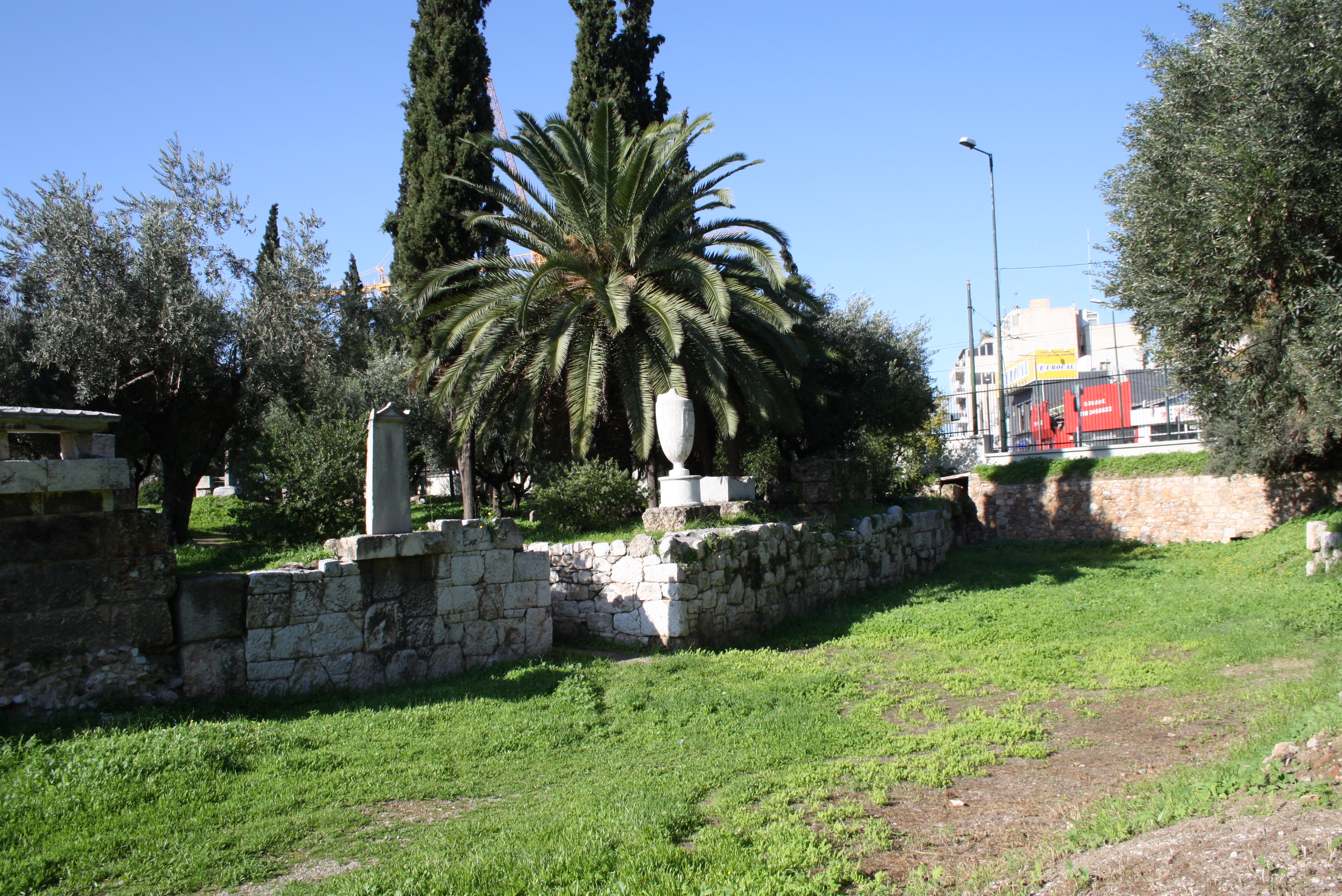
Links des Weges der mit der Giebelsäule bekrönte Grabbezirk der Antidosis

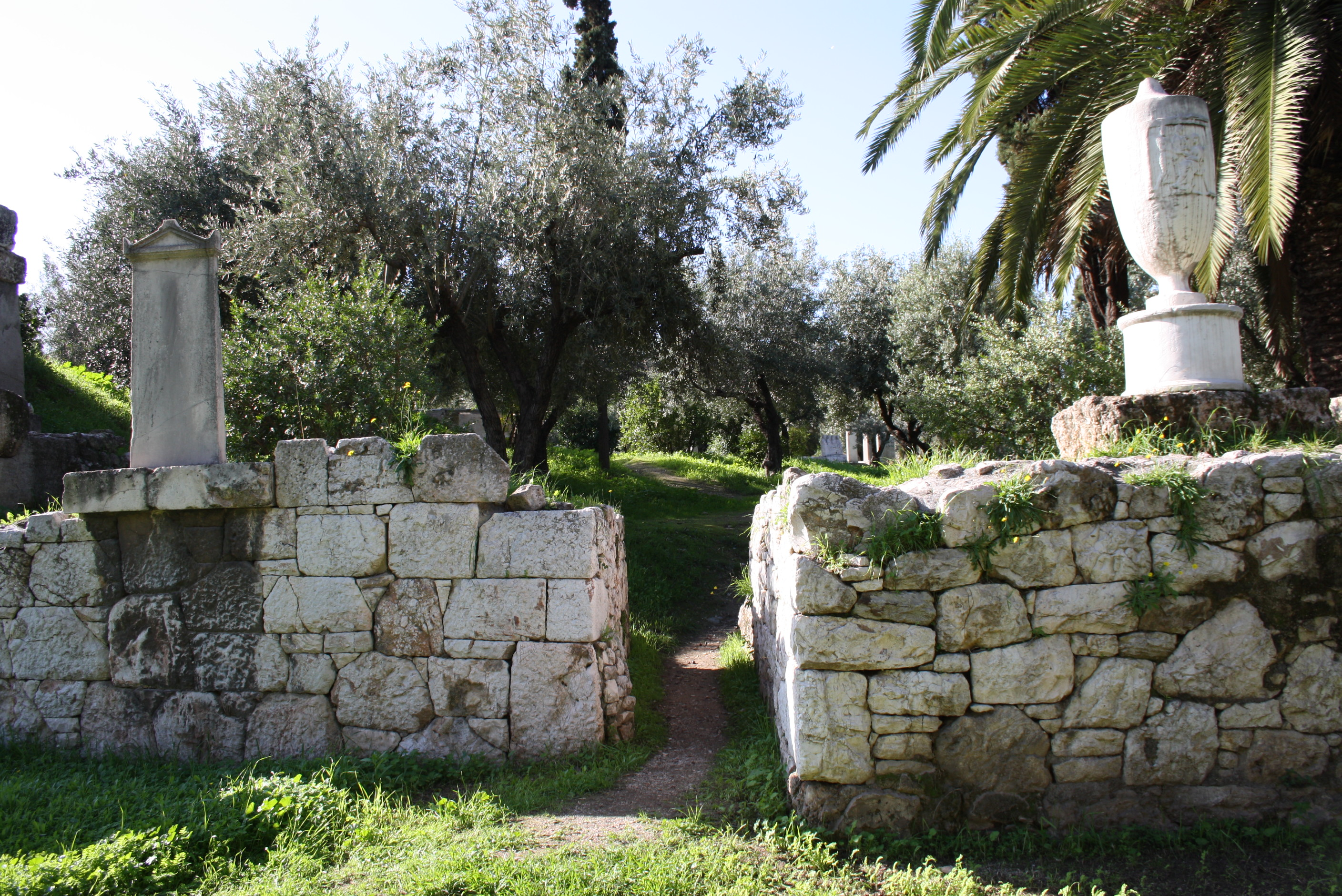
Blick in den Nebenweg, links der Grabbezirk der Antidosis

Der Grabbezirk der Antidosis ist ein erhaltenes Grabensemble des Kerameikos, des bedeutendsten und größten antiken Friedhofs von Athen.
Der Grabbezirk der Antidosis befindet sich am Südrand der Heiligen Straße. Er weist eine frontale Breite von 4,4 Metern auf. Die Frontmauer aus großen polygonal geschnittenen Burgkalkblöcken begrenzte zugleich den Straßenraum. Sie ist noch auf einer Höhe von bis zu 1,85 Metern und bis zu fünf Steinschichten erhalten. Nach Westen hin überragt die Mauer die Basis des Grabbezirks. Westlich des Grabbezirks befindet sich der erste Nebenweg der Heiligen Straße, der zu den Gräbern im Hinterraum der Hauptstraße führte. An der Mauer sind auf dieser Seite noch Reste der antiken Verputzung vorhanden. Östlich befindet sich in unmittelbarer Nähe der Grabbezirk des Daippos und des Athenodoros, zudem wurde dort die Grabstele der Mania gefunden. Über dem Nebenweg gelegen folgte der Grabbezirk der Aristomache.
Der Grabbezirk wurde nach 338 v. Chr. errichtet und überbaute den während der Zerstörung Athens nach der verlorenen Schlacht von Chaironeia gegen die Makedonen unter Philipp II. zerstörten Grabbezirk der Ampharete. Möglicherweise wurde der Bezirk von derselben Familie wieder neu errichtet. Auf der Frontmauer steht eine schlichte Giebelstele. Diese befindet sich noch an der originalen Fundstelle und wurde aus pentelischem Marmor gefertigt. Eine Inschrift – altgriechisch Ἀντίδοσις Ἰατροκλέους – weist Antidosis, die Frau oder Tochter des Iatrokles war, als Inhaberin des Grabes aus. Der Bezirk ist hinter der Stele mit einem Myrtenstrauch bepflanzt.
Der Grabbezirk wurde 1932 erstmals unter der Leitung von Karl Kübler ausgegraben und 1961/62 noch einmal unter der Leitung von Barbara Vierneisel-Schlörb untersucht.